# Cyrtosia obscuripes
Cyrtosia obscuripes is een vliegensoort uit de familie van de Mythicomyiidae. De wetenschappelijke naam van de soort is voor het eerst geldig gepubliceerd in 1855 door Loew.